# Nachal Romema
Nachal Romema (hebrejsky: נחל רוממה) je vádí v Judských horách ve městě Jeruzalém v Izraeli.
Začíná v nadmořské výšce přes 700 metrů v severní části Jeruzaléma, na severním okraji čtvrti Romema. Vádí směřuje k severozápadu prudce se zahlubujícím údolím s částečně zalesněnými svahy. Z východu míjí čtvrtě Kirjat Matersdorf a Kirjat Ševa Kehilot, ze západu čtvrť Kirjat Unsdorf. Podchází dálniční komunikaci Sderot Menachem Begin a ústí zleva do potoka Sorek, jihovýchodně od vrchu Micpe Neftoach.